# Isten széke
Az Isten széke (románul Scaunul Domnului) egy 1381 méter magas hegycsúcs, amely a Kelemen-havasok délnyugati részén található. Andezitből épül fel, szelektív erózióval keletkezett (a körülötte levő puhább kőzeteket a víz elkoptatta). A környék a Kelemen-havasok vonulatának legnyugatabbra fekvő részének számít. Legkönnyebben Dédabisztra felől közelíthető meg, az út a csúcsig kb. 4 órát tart, a szintkülönbség 890 m. A csúcs Áprily Lajos Őszi muzsika című költeményében, Fekete István "A havason" című novellájában valamint Wass Albert A funtineli boszorkány című regényében is szerepel.
Ott áll az Istenszéke magosan a Maros fölött. Egyik oldalán a sokágú Galonya, másik oldalán a Bisztra-patak, s mögötte a Kelemen csúcsai. Persze, ma már ott sem olyan a világ, mint akkor volt, midőn az Isten pihenni leült volt a hegyek közé.